# Надевиці
Надевиці (рос. Надевицы) — присілок у Лузькому районі Ленінградської області Російської Федерації.
Населення становить 27 осіб. Належить до муніципального утворення Скребловське сільське поселення.

## Історія
Згідно із законом від 28 вересня 2004 року № 65-оз належить до муніципального утворення Скребловське сільське поселення.

## Населення
| 1838 | 1950 | 1965 | 1997 | 2007 | 2010 |
| ---- | ---- | ---- | ---- | ---- | ---- |
| 17   | ↗217 | ↘34  | ↘16  | ↘10  | ↗27  |